# Bretx
Bretx [bʁɛts] (okzitanisch: Bretz) ist eine französische Gemeinde mit 666 Einwohnern (Stand: 1. Januar 2022) im Département Haute-Garonne in der Region Okzitanien (vor 2016: Midi-Pyrénées). Sie gehört zum Arrondissement Toulouse und zum Kanton Léguevin. Die Einwohner werden Bretzois und Bretzoises genannt.

## Geographie
Bretx liegt etwa 25 Kilometer westnordwestlich von Toulouse. Umgeben wird Bretx von den Nachbargemeinden Larra im Norden und Nordosten, Saint-Paul-sur-Save im Osten und Südosten, Menville im Süden sowie Thil im Westen.

## Bevölkerungsentwicklung
| Jahr                       | 1962 | 1968 | 1975 | 1982 | 1990 | 1999 | 2006 | 2012 | 2020 |
| Einwohner                  | 134  | 130  | 174  | 226  | 315  | 354  | 482  | 597  | 675  |
| Quellen: Cassini und INSEE |      |      |      |      |      |      |      |      |      |

## Sehenswürdigkeiten
- Kirche Saint-Jean-Baptiste, ursprünglich aus dem 13. Jahrhundert, im 19. Jahrhundert neu errichtet
- Ehemaliges Pfarrhaus aus dem 18. Jahrhundert
- Schloss Fleyres, erbaut 1740
- Brunnen Saint-Jean, 1898 erbaut

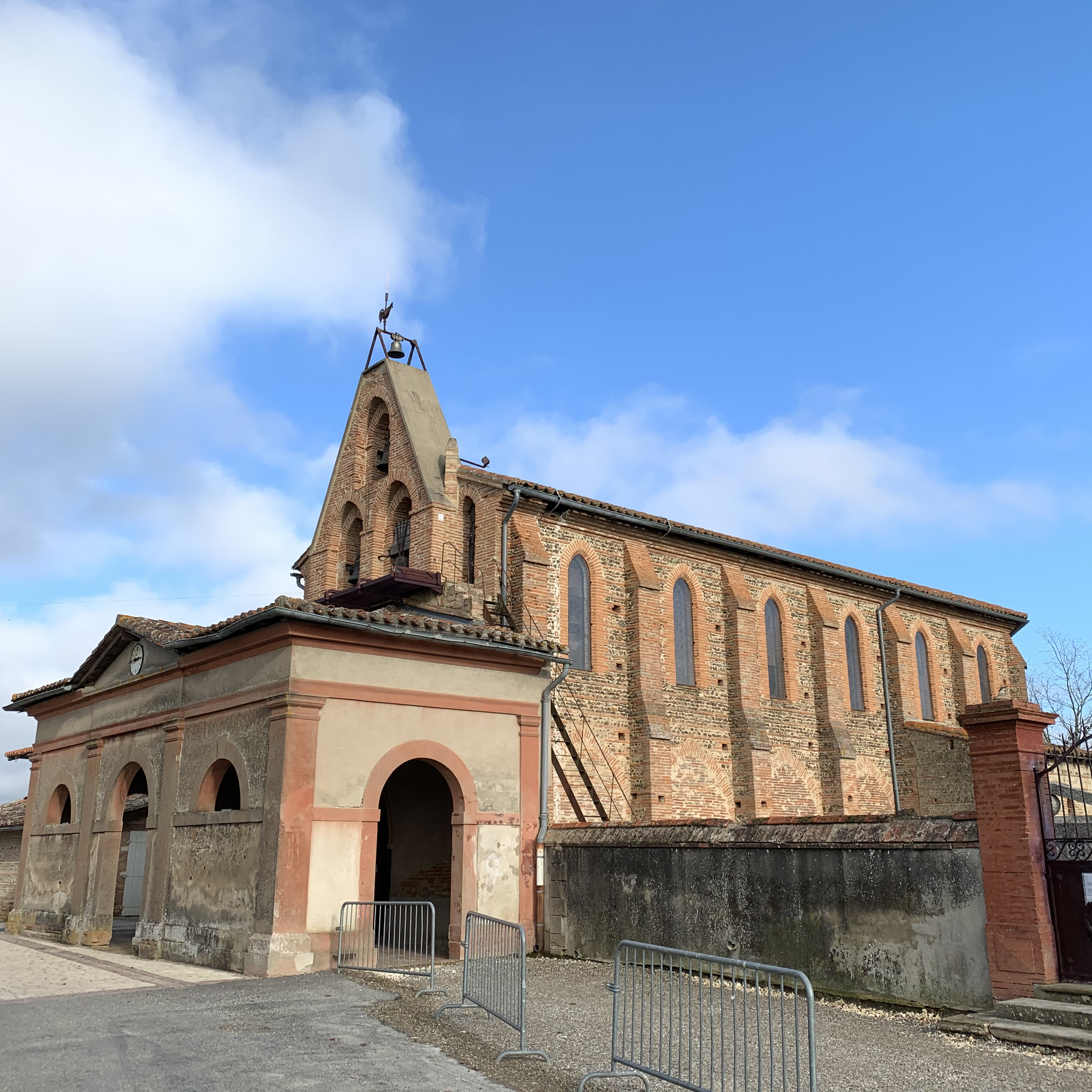
Kirche Saint-Jean-Baptiste
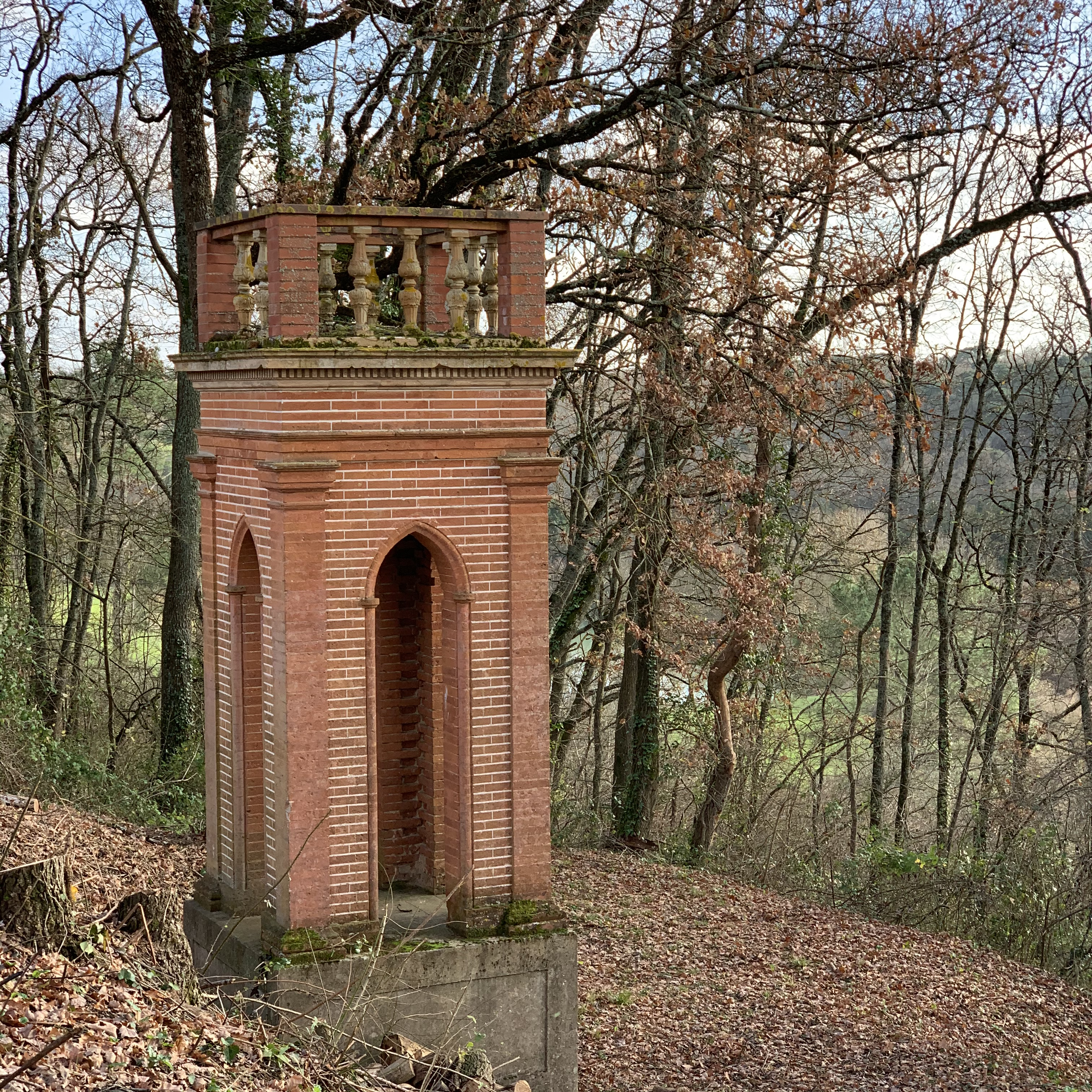
Brunnen Saint-Jean